# (1129) Neujmina
(1129) Neujmina ist ein Asteroid des Hauptgürtels, der am 8. August 1929 von der sowjetischen Astronomin Praskowja Georgijewna Parchomenko am Krim-Observatorium in Simejis entdeckt wurde.
Die Benennung des Asteroiden erfolgte zu Ehren des russischen Astronomen Grigori Nikolajewitsch Neuimin.